# The Omega Experiment
The Omega Experiment ist eine US-amerikanische Progressive-Rock- und Progressive-Metal-Band aus Muskegon, Michigan, die im Jahr 2007 gegründet wurde.

## Geschichte
Die Band wurde im Frühling 2007 von Dan Wieten gegründet. Im Winter stieß Ryan Aldridge als weiteres Mitglied zur Besetzung. Nachdem im Januar 2011 die EP Karma über Bandcamp veröffentlicht worden war, erschien im Februar 2012 ein selbstbetiteltes Debütalbum. Es wurde auf Bandcamp, ITunes und auf einem physischen Datenträger veröffentlicht. Im September kam die Gruppe mit Listenable Records in Kontakt, worüber das Debütalbum im Februar 2013 wiederveröffentlicht wurde. Im selben Jahr spielte die Gruppe unter anderem auf dem Euroblast Festival und dem ProgPower Europe.

## Stil
Laut Rune2000 von Prog Archives ist die Musik mit der von Devin Townsend und A.C.T vergleichbar. Zudem arbeite die Gruppe Einflüsse aus Jazz und Fusion ein, was mit Mats/Morgan Band vergleichbar sei. In der Bandbiografie wird der Gesang mit dem von Devin Townsend und Mike Patton verglichen. Seine Inspiration beziehe Wieten aus den letzten zehn Jahren seines Lebens, die durch Drogenmissbrauch geprägt worden seien. Laut Detlef Dengler vom Metal Hammer spielt die Gruppe auf The Omega Experiment eine Mischung aus Soilwork, Textures, Mike Patton und Devin Townsend. Obwohl Townsend die Band unterstütze, sei die Band „in allen Belangen meilenweit von der kompositorischen Raffinesse eines Devin Townsend entfernt“. Man setze in den Liedern stark auf Samples, Synthesizer und Keyboards.

## Diskografie
- 2011: Karma (EP, Eigenveröffentlichung)
- 2012: The Omega Experiment (Album, Eigenveröffentlichung)